# Batalla de Derna (1805)
La batalla de Derna fue una victoria decisiva que tuvo lugar en la ciudad libia de Derna entre un ejército mercenario dirigido por un destacamento de marines y soldados estadounidenses y fuerzas piratas berberiscas de la nación de Trípoli (en la costa bereber) durante la primera guerra berberisca. Fue la primera batalla en tierra de los Estados Unidos fuera de su territorio. La batalla implicó una marcha forzada de 600 millas a través del desierto a la ciudad de Derna (Libia), que fue defendida por una fuerza mucho más grande.

## Trasfondo

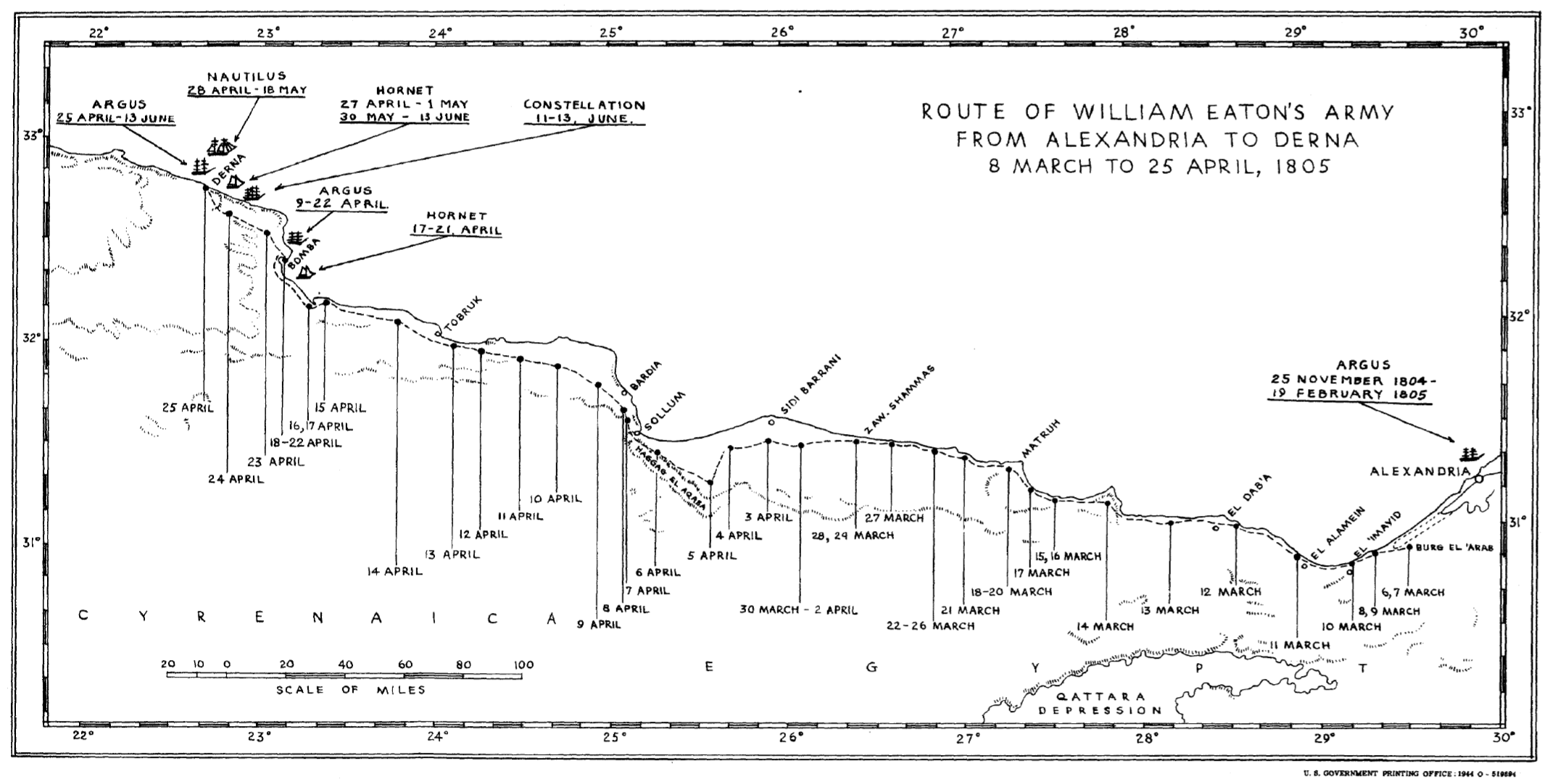
Recorrido realizado por el ejército estadounidense de Alejandria hasta la batalla de Derna.

En 1804, el ex Cónsul de Túnez, William Eaton (1764-1811) regresó al Mar Mediterráneo con el título de Agente Naval para los Estados de Berbería. Eaton había recibido permiso del gobierno de los Estados Unidos y del tercer presidente Thomas Jefferson (1743-1826, presidente 1801-1809), para respaldar la llamada de Hamet Karamanli. Este era el legítimo heredero del trono de Trípoli y había sido depuesto por su hermano Yusuf Karamanli. Yusuf había asesinado a su hermano mayor disparándole delante de su madre. Yusuf estaba fuera del país en ese momento y decidió permanecer lejos, en el exilio. A su regreso a la zona, Eaton buscó a Hamet Karamanli que estaba exiliado en Egipto. Una vez localizado, Eaton le propuso recuperar el trono. Hamet aceptó el plan de Eaton. 
El comodoro Samuel Barron, (1765-1810), el nuevo comandante naval en el mar Mediterráneo, proporcionó a Eaton el apoyo naval de varios pequeños buques de guerra de la Armada Mediterránea de los EE. UU.: El USS Nautilus, comandado por Oliver Hazard Perry (1785-1819); el USS Hornet, bajo Samuel Evans (c.1785-1824); y el USS Argus, capitaneado por Isaac Hull (1773-1843). Los tres buques debían proporcionar apoyo de bombardeo en alta mar. Un pequeño destacamento de siete marines, comandado por el primer teniente Presley Neville O'Bannon, USMC, (1776-1850), acompañaron al cónsul Eaton. Eaton y O'Bannon basaron sus operaciones en Alejandría, Egipto. Con la ayuda de Hamet Karamanli, reclutaron alrededor de 400 mercenarios árabes, turcos y griegos. Eaton se autoproclamó general a y comandante en jefe de la fuerza multinacional combinada. 
El 8 de marzo de 1805, el teniente Eaton puso en marcha su pequeño ejército en un viaje de 500 millas (800 km) hacia el oeste, desde Egipto por el desierto libio del norte de África. Su objetivo era la ciudad portuaria de Derna, capital de la provincia del Imperio Otomano de Cirenaica (en el este de Libia moderna). A las fuerzas mercenarias se les prometieron suministros y dinero cuando llegaron a la ciudad. Durante la caminata de 50 días, Eaton se preocupó por la tensa relación entre los griegos ortodoxos (cristianos) y los aproximadamente 200 a 300 mercenarios musulmanes árabes y turcos. Los suministros de las expediciones fueron reduciéndose al punto que Eaton escribe en su informe que "Nuestras únicas provisiones [son] un puñado de arroz y dos galletas al día". En un momento dado, algunos de los árabes en la expedición hicieron un intento desesperado de atacar el vagón de suministros, pero fueron rechazados por los infantes de marina y algunos artilleros griegos que utilizaron el único cañón de la expedición.
El motín latente amenazó el éxito de la expedición en varias ocasiones. Entre el 10 de marzo y el 18 de marzo, varios conductores de camellos árabes se amotinaron antes de llegar al santuario del Castillo de Massouah. Del 22 de marzo al 30 de marzo, varios mercenarios árabes bajo el mando de Sheik el Tahib organizaron motines. Para el 8 de abril, Eaton había sofocado los motines árabes. A finales de abril, su ejército finalmente llegó a la ciudad portuaria de Bomba, en el Golfo de Bomba, a unas millas de Derna, donde esperaban los buques de guerra de la Armada de los Estados Unidos, Argus, Nautilus y Hornet mandados por el Comodoro Barron y el Capitán Hull. Eaton recibió suministros frescos y el dinero para pagar a sus mercenarios.

## La batalla
En la mañana del 26 de abril, Eaton envió una carta a Mustafa Bey, el gobernador de Derna, solicitando pasaje seguro a través de la ciudad y suministros adicionales, aunque Eaton se dio cuenta de que el gobernador probablemente no estaría de acuerdo. Según informes, Mustafa contestó: "¡Mi cabeza o la tuya!". En la mañana del 27 de abril, Eaton observó un fuerte en Derna con ocho cañones. El bergantín USS Argus envió un cañón a tierra para usar en el ataque. Los barcos del Capitán Hull luego abrieron fuego y bombardearon las baterías de Derna durante una hora. Mientras tanto, Eaton dividió su ejército en dos grupos separados de atacantes. Hamet lideraría a los mercenarios árabes del sudoeste para cortar el camino a Trípoli, luego atacar el flanco izquierdo de la ciudad y asaltar el palacio del gobernador débilmente defendido. Eaton con el resto de los mercenarios y el escuadrón de marines atacarían la fortaleza del puerto. El casco y los barcos dispararían sobre las baterías de puerto fuertemente defendidas. El ataque comenzó a las 2:45 p. m., con el Teniente O'Bannon y sus Marines liderando el avance. O'Bannon lideró a sus infantes de marina y 50 artilleros griegos con la pieza de campo del Argus. Las defensas del puerto se habían reforzado, y los atacantes se detuvieron temporalmente. Pero esto había debilitado las defensas en otros lugares y permitido a los mercenarios árabes moverse sin oposición a la parte occidental de la ciudad. 
El ejército de mercenarios de Eaton dudaba bajo el fuego de mosquete enemigo, y se dio cuenta de que una carga era la única forma de recuperar la iniciativa. Al frente de la carga, fue gravemente herido en la muñeca por un mosquete. En el Argus, el Capitán Hull vio que los estadounidenses y los mercenarios estaban "ganando terreno muy rápido a pesar del cosnstante e intenso fuego de mosquetes sobre ellos". Las naves cesaron el fuego para permitir que la carga continuara. Eaton informaría que O'Bannon con sus infantes de marina y griegos "pasó a través de una lluvia de mosquetes de las paredes de las casas, tomaron posesión de la batería". Los defensores huyeron a toda prisa, dejando sus cañones cargados y listos para disparar. O'Bannon levantó la bandera estadounidense sobre la batería (el emblema exclusivo de 15 estrellas - 15 rayas usado 1795-1818, más tarde se hizo famoso en la Guerra de 1812 como el "estandarte estrellado"), y Eaton entregó las armas capturadas a la ciudad. La fuerza de Hamet se había apoderado del palacio del gobernador y asegurado la parte occidental de la ciudad. Muchos de los defensores de la fortaleza del puerto huyeron a través de la ciudad y se encontraron con la fuerza de Hamet. A las 4:00 p. m. toda la ciudad había caído, y por primera vez en la historia, una bandera estadounidense ondeó sobre las fortificaciones en el lado opuesto del Océano Atlántico. Según Tucker, las bajas durante los combates de los estadounidenses fueron dos muertos y tres heridos, mientras que los de los mercenarios cristianos-griegos fueron nueve muertos o heridos. Se desconocen las bajas mercenarias musulmanas turcas-árabes, al igual que las de los defensores. Yusuf en Trípoli, al oeste, era consciente del ataque a Derna y había enviado refuerzos a la ciudad. Cuando llegó esta fuerza, sin embargo, la ciudad había caído. Sus hombres cavaron y se prepararon para recuperar la ciudad. Eaton fortaleció su nueva posición, mientras que Hamet tomó su residencia en el palacio del gobernador e hizo que sus árabes patrullaran las áreas exteriores de la ciudad. Los hombres de Yusuf cavaron al sur de la ciudad y esperaron. El 13 de mayo, atacaron la ciudad y expulsaron a los árabes de Hamet, casi recapturando el palacio del gobernador. Las baterías capturadas por USS Argus y Eaton golpearon a los atacantes, quien finalmente huyó bajo fuego pesado. Nightfall encontró a ambos lados en sus posiciones originales. En las siguientes semanas hubo escaramuzas y pequeños combates en la ciudad, pero la ciudad permaneció bajo control estadounidense. Desde Derna, Eaton ahora planeaba marchar por el desierto y atacar a Trípoli desde tierra. Durante su marcha fue informado del tratado firmado el 10 de junio de 1805 entre el emisario estadounidense Tobias Lear (1762-1816), del Departamento de Estado de EE. UU., y Yusuf Karamanli. En medio de su caminata Eaton recibió la orden de regresar a Egipto con Hamet. 

## Posteridad
La Batalla de Derna fue la primera batalla terrestre de los Estados Unidos en suelo extranjero, después de la Guerra Revolucionaria Americana (1775-1783). Fue la acción decisiva de la Primera Guerra de Berbería (1801-1805), aunque Eaton estaba furioso por el acuerdo diplomático alcanzado por el Departamento de Estado (Tobias Lear) y el bey. Hamet regresó a Egipto y los mercenarios nunca fueron completamente pagados.
William Eaton regresó a los Estados Unidos como un héroe nacional. La leyenda sostiene que O'Bannon recibió una espada mameluca por Hamet, el virrey del Imperio Otomano. Ninguna evidencia apoya esta afirmación. La primera mención de Hamet que le da a O'Bannon una espada enjoyada parece estar en un extenso artículo, "Oficial de Kentucky, el primero en llevar estrellas y rayas a la victoria en el extranjero", de John Presley Cain en la edición del 29 de julio de 1917 del Louisville Courier -Diario. Una espada que pretendía ser la espada en cuestión resultó ser una falsificación de la época victoriana. Más tarde fue obsequiado con una espada honorífica por su estado natal, Virginia. Otra leyenda sostiene que las hazañas de O'Bannon en el norte de África inspiraron a los oficiales del Cuerpo de Marines a adoptar las espadas Mameluk, pero esto tampoco está corroborado por ninguna fuente contemporánea. Las espadas de este estilo eran muy populares en Europa y un escenario más probable es que los marines estaban imitando a los influyentes líderes militares que los usaban.
El ataque a Derna sirvió de inspiración para la letra del Himno de los Marines to the shores of Tripoli ("a orillas de Trípoli"). La película americana de 1950, Trípoli, protagonizada por John Payne, Maureen O'Hara y Howard da Silva es una narración ficticia de la Batalla de Derne.

## Otras lecturas
- London, Joshua E. Victory in Tripoli: How America's War with the Barbary Pirates Established the U.S. Navy and Shaped a Nation New Jersey: John Wiley & Sons, Inc., 2005. ISBN 0-471-44415-4
- Zacks, Richard. The Pirate Coast: Thomas Jefferson, the First Marines, and the Secret Mission of 1805. New York: Hyperion, 2005. ISBN 1-4013-0003-0.